# Escorpión (fútbol)

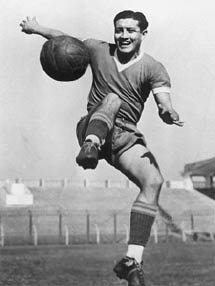
El paraguayo Arsenio Erico es considerado el creador de esta acrobacia, habiéndola realizado en 1934, siendo inicialmente bautizada como «balancín».

El «escorpión» es una jugada acrobática en el fútbol y sus deportes derivados —fútbol sala y fútbol playa—, consiste en saltar hacia adelante, colocar el cuerpo en posición horizontal y levantar ambos pies por detrás de la cabeza para golpear el balón con ellos, emulando el ataque de los scorpiones, ya sea para despejarlo o rematar al arco. Es una jugada que se considera un lujo ejecutarla correctamente, especialmente debido a su rareza y a que se ve con poca frecuencia en los partidos, más aún cuando se convierte en gol.

## Historia
El 12 de agosto de 1934, en un partido entre Independiente de Avellaneda y Boca Juniors, frente a 50 mil espectadores, Arsenio Erico marcó un gol para Independiente bautizado como «balancín». Tras un centro de Antonio Sastre, Erico intentó rematar de cabeza lanzándose hacia adelante, pero al no conectar el balón correctamente, resolvió la jugada con un golpe de taco con ambas suelas en el aire, anotando un gol que sorprendió al público. Con el tiempo, esta técnica pasó a llamarse «escorpión» y, aunque jugadores como Alfredo di Stéfano (1957), Roberto Cabañas (1983), René van Eck (1985), Víctor Hugo Aristizábal (1993) la realizaron posteriormente, alcanzó mayor notoriedad cuando el arquero colombiano René Higuita la ejecutó en 1995 durante un partido amistoso entre las selecciones de Colombia e Inglaterra, que tuvo lugar en el Estadio de Wembley el 6 de septiembre. En esta jugada, Higuita levantó ambos pies por detrás para golpear el balón con la suela de las botas, y la maniobra fue bautizada «escorpión». El nombre proviene de la forma en que se eleva las piernas y se curva hacia atrás para golpear el balón, emulando el movimiento de ataque de un escorpión.
El 22 de julio de 2008, el escorpión de Higuita fue reconocido por el sitio web Footy Boots como la «mejor jugada de la historia del fútbol» tras recibir el 20 % de los votos en una encuesta en línea, superando a jugadas de figuras como Diego Maradona, Cristiano Ronaldo y Ronaldinho.

## Empleo
Fue repetido en varias ocasiones, así como en una promoción publicitaria. Los destacados que han sido grabados y realizados durante un encuentro de primer nivel son:
| Jugador             | Partido                                   | Instancia                    | Año  |
| ------------------- | ----------------------------------------- | ---------------------------- | ---- |
| Roberto Cabañas     | New York Cosmos - Tulsa Roughnecks        | North American Soccer League | 1983 |
| Víctor Aristizábal  | Chile - Colombia                          | Partido amistoso             | 1993 |
| René Higuita        | Inglaterra - Colombia                     | Partido amistoso             | 1995 |
| Francelino Da Silva | Shakhtar Donetsk - Sevilla                | Copa de la UEFA              | 2007 |
| Luis Landín         | Atlético Morelia - Cruz Azul              | Primera División de México   | 2009 |
| Valentino Lazaro    | Mönchengladbach - Leverkusen              | Bundesliga                   | 2020 |
| Benjamin Garuccio   | Western United - Western Sydney Wanderers | A-League                     | 2022 |